# لورانس فان غيلدر
لورانس فـان غيلدر (بالإنجليزية: Lawrence Van Gelder)‏ هو صحفي أمريكي، ولد في 17 فبراير 1933 في نيويورك في الولايات المتحدة، وتوفي في 11 مارس 2016 بسبب سرطان.